# Похила вулиця (Київ)
Похи́ла ву́лиця — вулиця в Солом'янському районі міста Києва, місцевість Совки. Пролягає від проспекту Валерія Лобановського до Крутогірної вулиці.

## Історія
Вулиця утворилася в 1-й половині ХХ століття (не пізніше середини 1930-х років) під назвою 114-а Нова, з 1944 року — Ворошиловоградська (Ворошиловградська). Сучасна назва — з 1959 року (відображено особливості тамтешнього рельєфу).